# Valentin Valentin
Pour les articles homonymes, voir Valentin.
Pour plus de détails, voir Fiche technique et Distribution.
Valentin Valentin est une comédie policière française réalisée par Pascal Thomas, sortie en 2014. Il s'agit de l'adaptation du roman La Maison du lys tigré (en) (Tigerlily's Orchids) de Ruth Rendell.

## Synopsis
Le beau et timide Valentin, dont toutes les femmes tombent amoureuses, a fort à faire entre son « insatiable » maîtresse, Claudia, le mari jaloux de celle-ci, Freddy, sa mère égoïste et immature, la voisine alcoolique, Jane, la concierge Antonia, les trois jeunes voisines du 5e étage, Noor, Florence et surtout Élodie, et une mystérieuse jeune Chinoise, Lys tigré, maintenue en esclavage dans la maison d'en face.
La pendaison de crémaillère, avec tous les voisins et amis du quartier, déclenche une violence inattendue. Peu après, Valentin est retrouvé assassiné dans le parc voisin sous le petit pont où il devait attendre Lys tigré. Qui a commis le crime ?

## Fiche technique
- Titre : Valentin Valentin
- Réalisation : Pascal Thomas
- Scénario : Clémence de Biéville, Pascal Bonitzer, François Caviglioli, Nathalie Lafaurie et Pascal Thomas, d'après La Maison du lys tigré (en) de Ruth Rendell
- Premier assistant réalisateur : Hubert Engammare
- Costumes : Catherine Bouchard
- Montage : Yann Dedet
- Photographie : Jean-Marc Fabre
- Musique : Reinhardt Wagner
- Producteur : Michel Merkt et Nathalie Lafaurie
  - Producteur délégué : Saïd Ben Saïd
- Production : Les Films Français, SBS Production et France 2 Cinéma
- Distribution : SBS Distribution
- Pays d’origine :  France
- Genre : comédie policière
- Durée : 106 minutes
- Dates de sortie :
  - France : 18 décembre 2014 (Festival de cinéma européen des Arcs)[1],[2] ; 7 janvier 2015 (sortie nationale)

## Distribution
- Marilou Berry : Élodie
- Vincent Rottiers : Valentin
- Marie Gillain : Claudia Livorno
- Arielle Dombasle : la mère de Valentin
- Geraldine Chaplin : Jane
- Alexandra Stewart : Sylvia
- François Morel : Roger
- Christine Citti : Antonia
- Louis-Do de Lencquesaing : Freddy Livorno
- Félix Moati : Romain
- Isabelle Candelier : Rose
- Christian Morin : Marius
- Victoria Lafaurie : Noor
- Agathe Bonitzer : Florence
- Karolina Conchet : Lys tigré
- Christian Vadim : Sergio
- Bernard Chapuis : le client de Rose
- Valériane de Villeneuve : la femme au parapluie
- Pascal Bonitzer : le policier
- Léa Wiazemsky : la policière
- Philippe Caroit : le patron de la SRPJ
- Alain Kruger : le conducteur maladroit

- Isabelle Migotto : le modèle vivant :l’odalisque .

## Production

### Lieux de tournage
L'immeuble où se déroule l'essentiel de l'action est situé aux numéros 49 et 51 de l'avenue Alphand à Saint-Mandé[réf. nécessaire].